# Marcheprime
Marcheprime település Franciaországban, Gironde megyében. Lakosainak száma 5637 fő (2022. január 1.). Marcheprime Saint-Jean-d’Illac, Audenge, Biganos, Cestas és Mios községekkel határos.

## Népesség
A település népességének változása:
| Lakosok száma | 947  | 1388 | 2420 | 3811 | 4548 | 4577 | 4724 | 4992 | 5123 | 5637 |
|               | 1968 | 1982 | 1990 | 2006 | 2013 | 2015 | 2017 | 2019 | 2020 | 2022 |